# Байгабыл (полуостров)
Байгабыл (также Балыкты-арал) — полуостров в северной части озера Балхаш. Вытянут в юго-восточном направлении на 20 км. Ширина от 1 до 8 км, абсолютная высота 396 м. Центральная часть полуострова — возвышенная. В сильно расчлененных берегах встречаются песчаные туфы силура. На сероземных почвах произрастает полынко-солянковая растительность.